# Стампупе
Ста́мпупе (устар. Стамупе, Стампу; латыш. Stampupe, Skampupe, Stamupe, Stampupes strauts) — река в Латвии, правый приток нижнего течения Вии в бассейне Гауи. Течёт по территории Звартавской и Вийциемской волостей Валкского края на севере страны.
Длина реки составляет 16 км (по другим данным — 12,74 км²). Площадь водосборного бассейна равняется 30 км² (по другим данным — 35,3 км²). Объём годового стока — 0,007 км³. Уклон — 1,6 м/км, падение — 26 м.
Стампупе начинается на границе Звартавской и Вийциемской волостей с высоты 75 м над уровнем моря на юго-западной окраине группы холмов Маркални. Течёт по Седской равнине Северо-Латвийской низменности, в верхней половине в основном на юго-запад, в нижней — на запад. В бассейне много лесов. Около устья пересекается с региональной автодорогой P24 (Смилтене — Валка). Устье Стампупе находится в 5,7 км по правому берегу Вии на высоте 48 м над уровнем моря, около северной окраины Вийциемса.